# Madame Girard

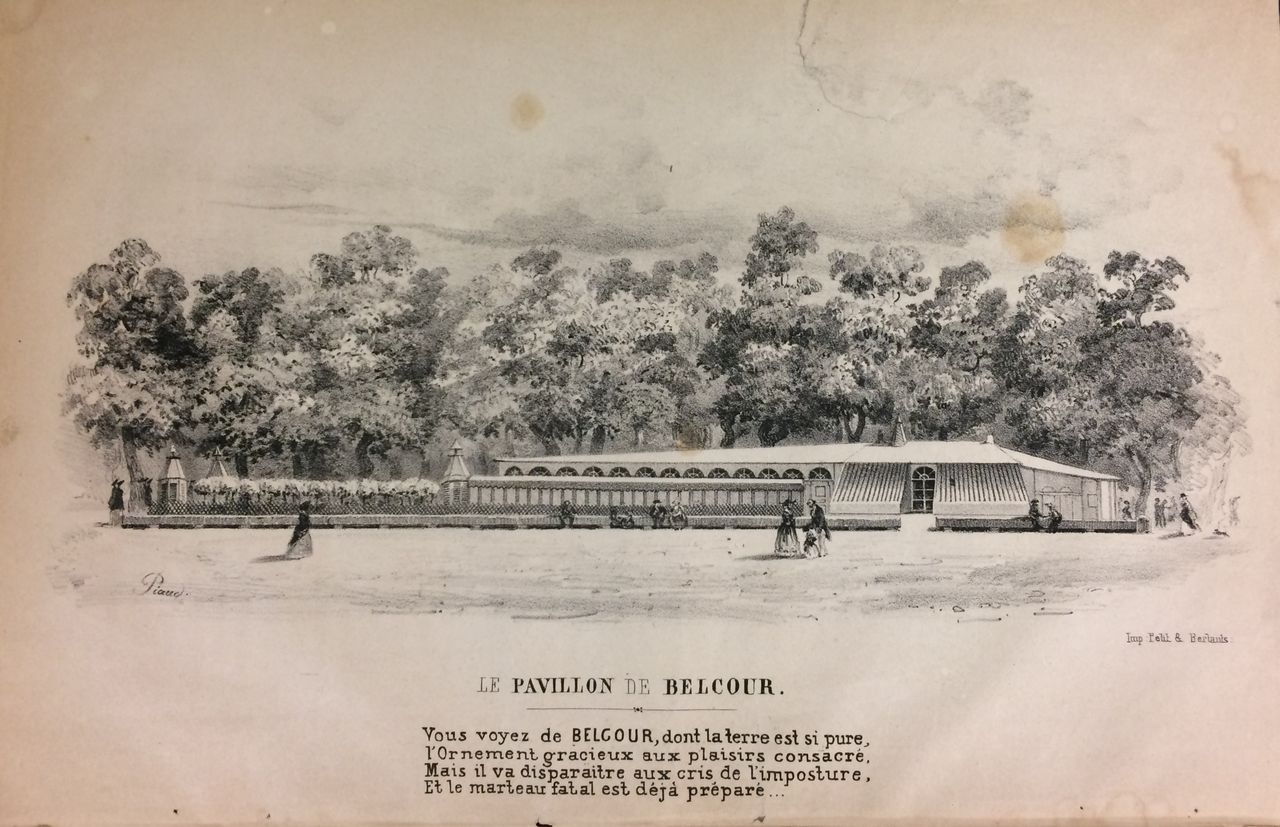
Le Pavillon de Bellecour

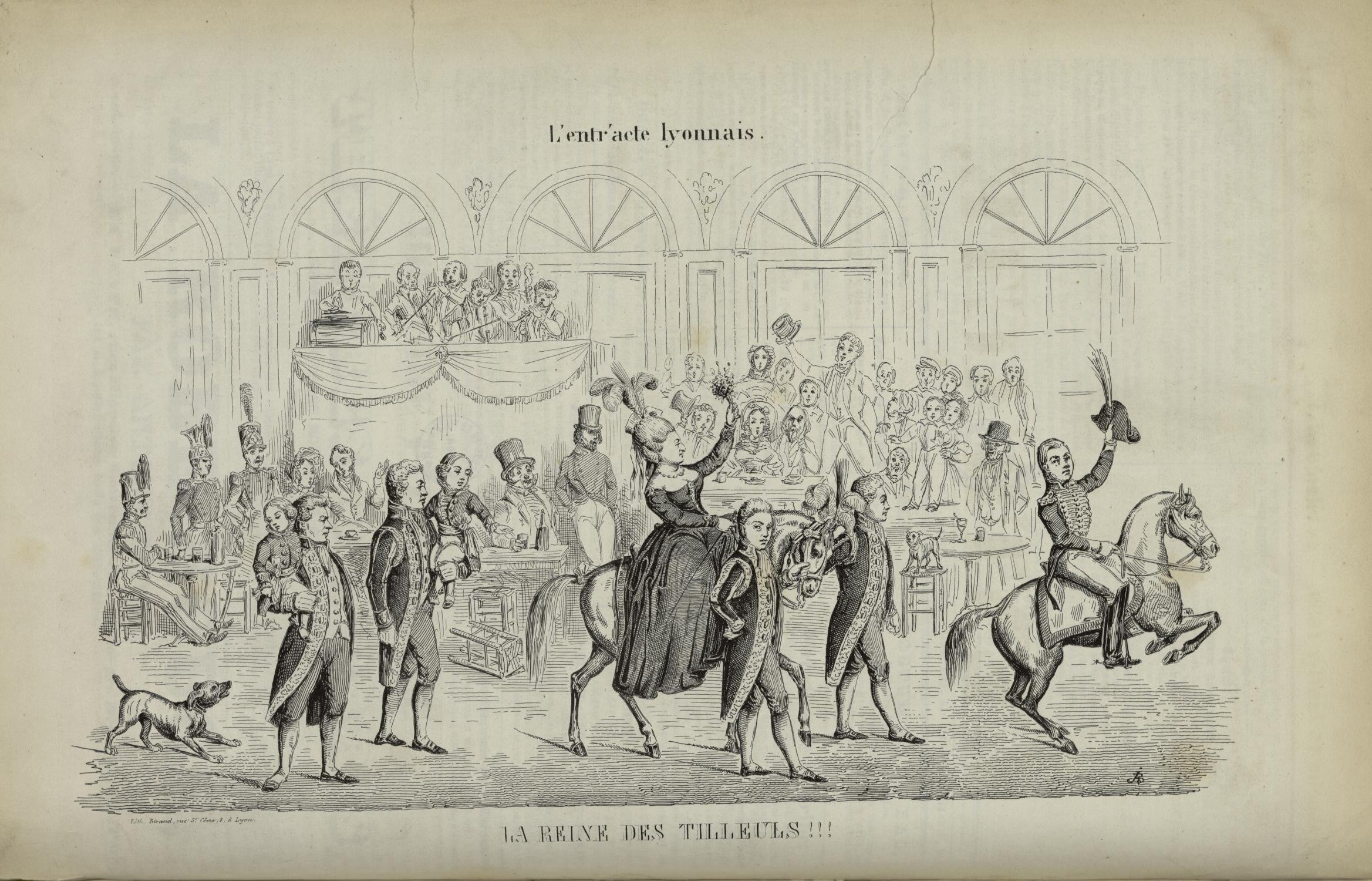
La reine des tilleuls sur son cheval

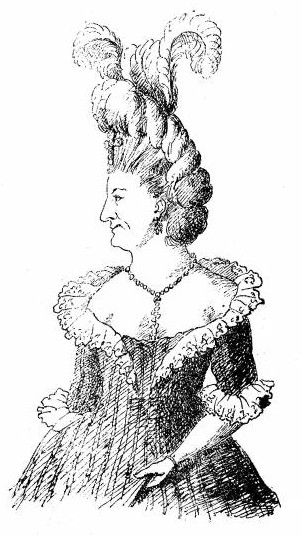
Madame Girard en perruque et poudrée sous les traits de Marie-Antoinette, par le caricaturiste lyonnais Gilbert Randon.

Françoise Valnois, née à Mâcon le 14 août 1797 est une limonadière ayant exercée à Lyon au XIXe siècle. Elle est connue sous le nom de « Madame Girard » ou « veuve Girard », du nom de son mari. Elle fut surnommée « la Reine des tilleuls » en raison du comptoir qu’elle tenait à Lyon sur la place Bellecour, réputée alors pour ses nombreux tilleuls.

## Biographie
Fille d’un officier de Napoléon originaire de Turin, Françoise Valnois (appelée Marie-Françoise Machioletti dans un acte judiciaire de 1850 et Femme Girard née Machioletti dans ses mémoires) est élevée par sa tante avant d’épouser François-Xavier Girard à Mâcon en 1819. Ils auront six enfants, Françoise décédée jeune, Alexandre, François, Louise, Jean et Henri. Ils s'installent à Lyon en 1824-1825 où ils tiennent le café d'Italie à port Saint-Clair (actuellement sur le quai André Lassagne),.

### La Reine des tilleuls
Après avoir cédé le "Café d'Italie", ils installent un nouveau comptoir en 1829 sous les tilleuls de la place Bellecour, un lieu de promenade très à la mode à Lyon. Le couple loue à Adrien-Alfred Granier le pavillon que ce dernier a fait construire à l’identique du corps de garde près de la statue Louis XIV conçue peu de temps auparavant par François-Frédéric Lemot.
Le Tocsin proclame que le Pavillon (nom donné à leur café) est le « seul établissement à Lyon où les femmes du monde osent entrer ». Madame Girard, tenancière à succès et figure emblématique de la place Bellecour a réussi à transformer son Pavillon en un véritable lieu de rendez-vous. Toute la société lyonnaise se bouscule pour la voir parader sur son cheval, faisant son show, entre deux verres servis aux clients. Elle marque les esprits de toute une génération. Sa réussite attire les convoitises. Jaloux de son succès, des propriétaires de bars ou de théâtres accusent Mme Girard de faire de la propagande en faveur des Bourbon argumentant que ses laquais portaient des habits des valets de pied de Louis XVI pendant ses représentations. D'autres procédures sont engagées pour fermer le Pavillon. La municipalité se range du côté des procéduriers, en dépit de nombreux soutiens. 
Son mari meurt à Lyon le 3 novembre 1847. Installée ensuite à Paris, elle y meurt le 28 février 1867.

## Mémoires
Madame Girard a publié à Lyon, en 1841 chez Chambet aîné, ses mémoires, intitulés La Reine des tilleuls, ou la Limonadière de Bellecour, à ses amis et à ses ennemis, où elle raconte son enfance et son métier de limonadière à Lyon, des débuts jusqu’à sa disgrâce liée à sa faillite de 1840.

## Adaptations
Madame Girard est l’héroïne de la bande dessinée La Reine des tilleuls écrite par Rebecca Morse et publiée dans la revue Les Rues de Lyon en 2015.